# Aubelj
Aubelj je priimek v Sloveniji, ki ga je po podatkih Statističnega urada Republike Slovenije na dan 1. januarja 2020 uporabljalo 10 oseb in je med vsemi priimki po pogostosti uporabe uvrščen na 19.157. mesto.

## Znani nosilci priimka
- Bronislava Aubelj, klasična filologinja